# リロイ・グラマン
リロイ・ランドル・"ロイ"・グラマン（Leroy Randle "Roy" Grumman、1895年1月4日 - 1982年10月4日）は、アメリカの航空技術者、テストパイロット、実業家である。1929年にグラマン・エアクラフト・エンジニアリング社を共同設立し、後にグラマン・エアロスペース社と改称し、現在はノースロップ・グラマン社の一部となっている。

## 初期の人生
ニューヨーク州のハンティントンで生まれる。彼の先祖はコネチカット州にルーツを持ち、ビール工場を経営していた。1911年6月20日、ハンティントン高校で行われた敬礼演説で、グラマンは「飛行機が最終的に完成すれば、人間が自然に対して成し遂げた最大の勝利のひとつになるだろう」と予言した。
1916年、コーネル大学で機械工学の理学士号を取得したグラマンは、ニューヨーク電話会社の技術部に就職した。アメリカが第一次世界大戦に参戦すると、1917年6月に機械工の二等航海士としてアメリカ海軍予備軍に入隊し、コロンビア大学で「サブチェイサー」エンジンの講習を受けることになった。

## 航空会社のキャリア
グラマンは飛行訓練に応募したものの、健康診断で扁平足と誤って診断され、不合格となってしまった。しかし、事務的なミスで、マサチューセッツ工科大学のパイロット訓練生のための航空機検査コースに出頭することになった。誤記を明らかにすることなく、マイアミの海軍航空基地で初等飛行訓練を受け、1918年9月にフロリダ州ペンサコーラで行われた上級飛行訓練を無事終了した。飛行教官のレイモンド・P・アップルゲートは、数年後、彼の若い担当者が「非常に、非常に無口だった」と回想している。ほとんどの人は、飛行機に乗れるようになると、地獄のようにタフになりました。グラマンはそうではなかった。彼は少尉（海軍飛行士No.1216）に任命され、最終的には飛行教官となり、爆撃機部隊に配属された。
任務終了後、グラマンは中尉に昇進すると同時に、リーグアイランド海軍造船所でカーチス社と海軍が製造した飛行艇の受け入れテストパイロットとして最初の任務に就いた。
1919年、アメリカ海軍はニューヨークのローニング航空工学社にプロジェクト・エンジニアとしてグラマンを配置し、海軍との契約に基づく52機のローニングM-8単葉観測戦闘機の製造を監督させた。社長のグローバー・ローニングは、彼の仕事ぶりを高く評価し、グラマンに職を与えた。平時の米海軍で少尉に降格されていたグラマンは、1920年10月に海軍を退役し、ローニング社の各種飛行艇のテストパイロットとなり、これらの航空機の設計・開発を行った。その後、ローニング社の工場長、航空機の設計を担当するゼネラル・マネージャーとなり、大恐慌前夜の1929年にローニング社がキーストーン・エアクラフト社に売却されるまで、その地位を維持した。キーストーン社はマンハッタンの工場を閉鎖し、ペンシルベニア州ブリストルに工場を移した。

## 会社設立
グラマンは、ロングアイランドを離れてキーストーン社で働き続けることに抵抗を感じ、ローニング社の仲間であるジェイク・スウィルブルとウィリアム・シュウェンドラーとともに、辞めて自分たちの会社を作ることが最善の選択だと考えた。グラマンは自宅を担保に16,950ドル、スウィルブルの母親は勤務先から6,000ドルを借りて、グラマン航空技術株式会社を設立した。 共同設立者には、グローバー・ローニングのビジネスマネージャーであるエド・ポアーと、ウォール街から来たばかりのE・クリントン・タウルが加わった。この5人が、その後50年間、会社の経営陣の中心となったのである。また、ローニングとその弟のアルバート・P・ローニングも出資者となった。会社名は、最大の株主である初代社長の名前にちなんでつけられた。
1930年1月2日、ニューヨーク州ボールドウィンにある、かつてコックス・クレミン・エアクラフト社の工場だった廃墟の自動車展示場のガレージを手に入れたのである。当初、18人の従業員を抱えていた新会社は、余剰部品を購入していたローニング社の飛行艇の修理を請け負い、アルミフロートの製造やアルミ製トラックボディの製造など、アルミ加工のノウハウを生かした事業を展開していた。新会社の最初のプロジェクトは、グラマンとスウィーブルが社長と副社長として、膝を突き合わせてナットとボルトを並べ替え、ローニング社製のフロートを組み立てるというものだった。
スウィーブルとグラマンは、会社の日常業務を監督していた。工場の従業員は、出て行ったスィルブルを「ジェイク」と呼んで安心していたが、グラマンを「ミスター・グラマン」としか呼ばない人はいなかった。グラマンのエンジニアで、後にエンジニアリング担当上級副社長となったディック・ハットンは、彼を「多くの人に尊敬される偉大なエンジニア」と表現した。家族や親しい友人の間では、常に「ロイ」と呼ばれていた。
リロイ・グラマンは、米海軍から格納式着陸装置の必要性を聞かされ、1932年に米国特許1,859,624号「航空機用格納式着陸装置」を取得したが、これは彼がローニング・エア・ヨットのために開発した初期の設計に基づくものだった。重くて頼りない設計から、より頑丈な設計へと進化した手動式の革新的な着陸装置は、グラマン社がアメリカ海軍から契約を獲得するのに貢献した。グラマン社が初めてアメリカ海軍と生産契約を結んだ2人乗りの複葉戦闘機「FF-1」には、グラマン社のトレードマークである「スプレイアウト」式の着陸装置が採用されていた。 グラマンのエンジニア、デザイナーとしての能力は、グラマン社のエンジニアによって「技術的な問題とその解決策を予見することができる『教育された直感の達人』」と評された。グラマンは、F4F-4ワイルドキャットのサブタイプで先駆的に採用された、空母機の保管と取り扱いに革命をもたらした有名な翼パネル折りたたみシステム「ストウイング」を単独で発明した。彼は、消しゴムにクリップを刺して、ストウイングを可能にする支点を探し出し、解決した。
グラマンは米海軍との緊密な関係の重要性を認識していたが、1930年代半ばには、飛行艇G-21「グース」やグラマンF3F空母艦上戦闘機の民間版であるG-22「ガルフホーク」を開発し、商業市場向けの航空機を設計し始めていた。

### 拡大
1931年にはバレーストリーム、1932年にはファーミングデール、そして1937年にはベスページと、会社の規模が拡大するにつれ、より大きな場所に移転していった。1934年、グラマンは「250」という数字を使って会社の伝説を作った。これはグラマンの頭の中にある拡張の頂点を示すものだった。250人を超えると、「大きくなりすぎて、コントロールできなくなる。ここでやめるべきだ」と。会計士のタウルは、グラマンに「給与はすでに256人に達している」と伝えるために派遣された。
グラマン社は、スウィーブルが提唱した「拡張主義」に抵抗したものの、雇用は1939年の700人から1943年には25,500人に増加し、「グラマン・アイアン・ワークス」（製品ラインの頑丈な構造とスウィーブルとグラマンの両方が唱えた設計哲学に由来する名称）として知られる会社は、アメリカ海軍の航空機の主要な供給元となっていた。

## マネジメントスタイル
生来の内気な性格とは裏腹に、グラマンの経営スタイルは、経営者と工場の従業員の両方と気楽に話ができる「ハンズオン」であった。また、スウィーブルとの関係も一風変わっていた。2人の間に問題や対立が生じた場合には、それを長引かせないこと、そして理解を得るまで2人ともオフィスを離れないことを誓い合った。
1944年の夏、例年になく多忙な時期に、グラマン社はユニークな方法で緊張をほぐそうとした。会社のテストパイロットであるセルデン・"コニー"・コンバースを訪ね、最前線のF6Fヘルキャットという "ホットシップ "でのチェックアウトを依頼したのだ。10分間のコックピットチェックの後、グラマン社はコンバースに手を振ってエンジンを始動させ、すぐに滑走路をタキシングして30分かけて空を飛んだ。何年も飛行機に乗っていないにもかかわらず、昔のように、いろいろなことが積み重なると、「悩みを2階に持っていって、そのままにしておく」のである。工場のテストパイロットたちは、グラマンが飛行ラインに戻るときにフラップを下げているのを見て、飛行違反に対する標準的な1ドルの罰金を払うように要求した。グラマンは5ドル札をパーティー用の資金入れに詰め込み、「彼らが見ていない空中で彼がやったことの埋め合わせ」だと打ち明けた。

## 第二次世界大戦
第二次世界大戦が始まった1939年には、グラマンの会社は産業界の巨人とは言えず、全財産を一人の警備員のサービスに頼っていたが、重要な民間・軍需契約を獲得していた苦境にあった。しかし、次の年には会社の運命は劇的に変化した。ヨーロッパでの戦争をきっかけに、フランスとイギリスがF4Fワイルドキャットを発注したのである。これは、グラマンが1932年に考案した初の単葉戦闘機の設計であり、グラマンの特徴的な設計要素である格納式足回りがそのまま採用されている。
ワイルドキャットに始まり、F6Fヘルキャット戦闘機に至るまで、グラマンとスウィーブルは設計事務所の中心的存在であり続けた。戦争が進むにつれ、二人は第二次世界大戦で最大の単発機であるTBFアベンジャー魚雷爆撃機やF7Fタイガーキャット、F8Fベアキャット戦闘機など、新しいプロジェクトを進めていった。
終戦間際、肺炎の治療のためにペニシリン注射を受けたグラマンは、激しい反応で視力を失ってしまった。完全に失明したわけではないが、視力に大きな影響が出た。グラマンは社内で「目立たなくなった」と言われるようになった。

## 戦後
1945年3月には、グラマン社は1ヵ月間に664機の航空機を生産するという記録を達成したが、スウィールブル社は子会社やライセンス生産工場に生産を委託していた。競合他社と同様、グラマン・エアクラフト・エンジニアリング社も戦後の厳しいダウンサイジングを経験し、停戦直後には20,500人いた従業員が5,400人にまで減少した。終戦時に「転職」を希望する社員を募ったところ、126人しか名乗り出てこなかったのだ。
戦時中に進めてきた事業の拡大を断念せざるを得ないと考えたスウィーブルは、グラマンとともに全社員の完全解雇という重大な決断を下した。しかし、グラマンは自ら、できるだけ多くのベテラン社員を引き留め、特に勤続10年以上の熟練した「手」を呼び戻した。グラマンは、1946年に社長の座を退いたが、その後も積極的に経営に参加した。
スウィーブルとグラマンは、中核となるグループと協力して会社を再建し、まずアメリカ海軍との長期契約を強固にして、新型戦闘機の継続的な製造を開始した。グラマンがジェット機に乗り出したのは1949年のことだが、戦後、最も大きな成功を収めたのは1960年代のA-6イントルーダーと1970年代のF-14トムキャットであった。グラマンが築いた米海軍との関係は、会社の成功を象徴するものであったが、一連の新しいプロジェクトは、彼が始めたのとほぼ同じ方法で設立されたエンジニアリング部門の発展とともに始まった。
1960年6月28日にスウィーブルが亡くなったことで、グラマンは親友を失っただけでなく、会社の将来について重大な決断を迫られていた時期に「右腕」を失ったことになる。彼は、新製品のための新市場の開拓に会社をうまく導いた。多角化の流れの中で、彼は再び民間航空市場に参入し、Ag Cat空中散布用複葉機やGulfstream I、Gulfstream II、Gulfstream III、Gulfstream IVシリーズのエグゼクティブターボプロップ機やジェット輸送機などの画期的なデザインを発表した。会長としての役割は縮小されたが、グラマンの助言は最も重要であり、ガルフストリームのプロジェクトが開始されたときには、高翼型と低翼型の2つのモデルがグラマンのオフィスの外に設置された。グラマンは自らの判断で「低翼型」を選択した。
海軍用航空機の製造という会社の伝統を継承しつつ、グラマンは優先順位の変更を推し進め、宇宙運営グループを立ち上げた。その結果、1969年に宇宙飛行士を月面に着陸させたアポロ計画の月面着陸船（LEM）の設計・製造に至るまでの宇宙計画が実現した。この間、グラマンの視力は低下し続け、「黒眼鏡をかけるようになった」ことで運動能力がさらに低下した。

## その後の人生
1966年5月19日、グラマンはグラマン社の会長を退いたが、終身名誉会長に選ばれ、1972年6月15日まで取締役を務めた。1980年代初頭に糖尿病で最後の "視力の名残 "を奪われ、健康を害するまで、グラマンは会社の施設を訪れ続けた。グラマンとその家族は、ロングアイランドのプランドーム・マナーにあるベイビュー・ロード77番地に8,299平方フィート、2.5エーカーのウォーターフロントの地所を保持していたが、長い闘病生活の末、1982年10月4日、マンハセット近郊のノースショア大学病院で87歳の生涯を閉じたのであった。

## 栄誉と賛辞
米国大統領功労賞（1948年）、ブルックリン工科大学名誉工学博士号（1950年）、ダニエル・グッゲンハイム勲章（航空学の先駆者として）、米国科学アカデミーNAS賞（1968年）など、数々の栄誉を授かっている。
1972年には全米航空殿堂、1973年には国際航空宇宙殿堂、2002年にはロングアイランド技術殿堂に殿堂入りしている。
彼の3人の娘が命名したアメリカ海軍の艦隊補充用オイラー、USNSリロイ・グラマン（T-AO-195）は、1988年に進水し、1989年にアメリカ海軍に引き渡された。2011年1月、ニューヨーク州ロングアイランドのノースポートにあるシビル・エア・パトロール隊が、彼に敬意を表して改名された。旧サフォーク郡カデット隊VIIは現在、リロイ・R・グラマン・カデット隊を名乗っている。
1953年、グラマンは母校コーネル大学の評議員に選出され、現在、彼の名を冠した新しいスカッシュ・ビルのために11万ドルを寄付し、キャンパス内にオフィスと研究室を設けた。
We always tried to do a solid job.
- リロイ・グラマン、1982年
(彼の最後の公の場での発言のひとつ）

## 備考
グラマン航空技術会社は、後にグラマン・エアクラフト・エンジニアリング・コーポレーション、グラマン・エアロスペース・コーポレーションとなった。1994年、ノースロップ・コーポレーションがグラマン・エアロスペースを21億ドルで買収し、ノースロップ・グラマンが誕生した。